# Laurie Blouin
Laurie Blouin (Venise-en-Québec, 7 de abril de 1996) es un deportista canadiense que compite en snowboard, especialista en las pruebas de slopestyle y big air.
Participó en dos Juegos Olímpicos de Invierno, obteniendo una medalla de plata en Pyeongchang 2018, en la prueba de slopestyle, y el cuarto lugar en Pekín 2022, en la misma prueba.
Ganó dos medallas de oro en el Campeonato Mundial de Snowboard, en los años 2017 y 2021. Adicionalmente, consiguió seis medallas en los X Games de Invierno.

## Medallero internacional
| Juegos Olímpicos   | Juegos Olímpicos            | Juegos Olímpicos | Juegos Olímpicos |
| Año                | Lugar                       | Medalla          | Prueba           |
| ------------------ | --------------------------- | ---------------- | ---------------- |
| 2018               | Pyeongchang (Corea del Sur) | Medalla de plata | Slopestyle       |
| Campeonato Mundial |                             |                  |                  |
| Año                | Lugar                       | Medalla          | Prueba           |
| 2017               | Sierra Nevada (España)      | Medalla de oro   | Slopestyle       |
| 2021               | Aspen (Estados Unidos)      | Medalla de oro   | Big air          |

| X Games de Invierno | X Games de Invierno    | X Games de Invierno | X Games de Invierno |
| Año                 | Lugar                  | Medalla             | Prueba              |
| ------------------- | ---------------------- | ------------------- | ------------------- |
| 2019                | Aspen (Estados Unidos) | Medalla de oro      | Big air             |
| 2020                | Aspen (Estados Unidos) | Medalla de plata    | Slopestyle          |
| 2020                | Hafjell (Noruega)      | Medalla de bronce   | Big air             |
| 2021                | Aspen (Estados Unidos) | Medalla de bronce   | Slopestyle          |
| 2022                | Aspen (Estados Unidos) | Medalla de bronce   | Slopestyle          |
| 2023                | Aspen (Estados Unidos) | Medalla de bronce   | Big air             |